# منصف شریف
منصف شریف (عربی: منصف شريف؛ زادهٔ ۸ نوامبر ۱۹۴۰) بازیکن فوتبال اهل تونس است.
از باشگاه‌هایی که در آن بازی کرده‌است می‌توان به باشگاه فوتبال المعب تونس اشاره کرد.
وی همچنین در تیم ملی فوتبال تونس بازی کرده است.